# 槇健吾
槇 健吾（まき けんご、1948年1月10日 - 2007年1月3日）は、日本の元俳優。本名、今関 典雄。
千葉県千葉市出身。日本大学法学部卒業。東京タレントエージェンシー、ぷろだくしょん森に所属していた。

## 来歴
学生時代より、友人の勧めでモデルのアルバイトをしていたが、大学卒業後は東京都内のデパートに勤務する。しかし、半年ほどで退社してモデル業に専念する。1973年の紹介記事では、退社の理由として「サラリーマンは不向きと感じたから」と述べている。
1973年、特撮テレビドラマ『スーパーロボット レッドバロン』（日本テレビ）の出演者オーディションに、数十名の候補者の中から合格。「岡田 洋介」の芸名で、主人公である紅健役で俳優デビュー。当時の紹介記事では「男らしくてかっこいい、子供たちに好かれるような紅健を生み出さないといけないと思ってます。身体を動かす点では、人に負けない自信があります」と述べている。
1974年、テレビドラマ『おんな家族』『白い滑走路』（ともにTBS）にレギュラー出演。『おんな家族』の脚本を手がけていた松山善三によって、「石 太郎」と命名される。当時の紹介記事では「大人向きのドラマへの脱皮のチャンスにしたい」と述べている。
その後は、「槇 健太郎」、「槇 健吾」と改名を繰り返し、1980年代初頭まで活動していた。

## 人物
- 『スーパーロボット レッドバロン』で擬斗を担当した高倉英二は、槇（岡田）について「好青年」のイメージだが控えめな人物であったため、共演の大下哲矢らとともに、本人に主演なのだから前に出るよう指導したという[6]。アクションについては、力強くしっかりしており、現場に慣れた番組中盤からは上達して鋭いアクションになっていったと述べている[6]。
- 特技は、合気道（二段）[2][3][4][7]、空手（初段）[3][4][7]、水泳[2]、スキー[2]。

## 出演

### テレビドラマ
- 家光が行く 第3話「魚河岸の暴れん坊」（1972年、NTV）
- スーパーロボット レッドバロン（1973年 - 1974年、NTV）- 主演・紅健
- おんな家族（1974年、TBS） - 竹男
- 白い滑走路（1974年、TBS）- 橘整備士
- 白い牙 第8話「刺客請負・有光洋介」（1974年、NTV）
- 夜明けの刑事 第1話「女の悲鳴」（1974年、TBS）
- ウルトラシリーズ（TBS）
  - ウルトラマンレオ 第48話「恐怖の円盤生物シリーズ! 大怪鳥円盤 日本列島を襲う!」（1975年） - 和久宏
  - ウルトラマン80 第30話「砂漠に消えた友人」（1980年）- 土山記者 / ザタン星人
- 大河ドラマ / 元禄太平記（1975年、NHK） - 山吉新八郎
- 花王愛の劇場 / ここに幸あり（1975年、TBS）
- 少年探偵団 第5・6話「墓場からの使者1・2」（1975年、NTV） - 伊達八郎探偵
- 太陽にほえろ! 第159話「海のテキサス」（1975年、NTV） - 竹本雄次
- 大空港 第47話「ジャンボジェットにマシーンを乗せろ 青春の爆走!」（1979年、CX） - 高木（古井興業幹部）
- 大江戸捜査網 第380話「殺しを呼ぶひつじ年の娘」（1979年、12ch）
- コメットさん 第52話「わたしはかぐや姫」（1979年、TBS） - 伊吹タケシ
- 日本名作怪談劇場 第12話「怪談 奥州安達ヶ原」（1979年、12ch）- 段六法師
- けっぱれ!大ちゃん（1979年 - 1980年、ANB）- 山中コーチ
- 長七郎天下ご免!（ANB）
  - 第34話「巾着切りと玉の輿」（1980年） - 半次
  - 第82話「賭けた二の腕風鈴ながし」（1981年） - 与七
  - 第97話「江戸しぐれ おかめの涙」（1981年） - 音吉
- 必殺シリーズ（ABC）
  - 必殺仕事人 第68話「願い技 奉納絵馬呪い割り」（1980年） - 佐八
  - 新・必殺仕事人 第7話「主水 女の気持わかります」（1981年） - 長吉
- 吉宗評判記 暴れん坊将軍（ANB）
  - 第119話「女狐が泣いた人情纏」（1980年） - 文吉
  - 第179話「狸侍一番手柄!」（1981年） - 潮田政之進
- 柳生あばれ旅 第8話「ふたり十兵衛恋娘 -岡部-」（1980年、ANB）
- 斬り捨て御免!（12ch）
  - 第1シリーズ 第20話「闇夜に笑う天狗の面」（1980年） - 安次郎
  - 第2シリーズ 第10話「狼どもの血祭り仁義」（1981年）
- 旅がらす事件帖 第22話「風花に舞う女渡世人」（1981年、KTV）

### 映画
- 暴動島根刑務所（1975年、東映） - 松崎貞夫
- 暴力金脈（1975年、東映） - 江口
- 強盗放火殺人囚（1975年、東映） - 安里八郎
- ラグビー野郎（1976年、東映） - 早川孝二
- 毒婦お伝と首斬り浅（1977年、東映）
- 女教師 秘密（1978年、日活） - 山川久志
- おんなの寝室 好きくらべ（1978年、日活） - 柿村精次郎
- 昼下りの女 挑発!!（1979年、日活） - 京介
- 色情三姉妹 ひざくずし（1979年、日活） - 橋本幸一